# Luis Delís
Luis Mariano Delís Fournier, né le 6 décembre 1957 à Guantánamo, est un ancien athlète cubain lanceur de disque et de poids. Spécialiste du lancer du disque sur la scène internationale, il a remporté la médaille de bronze aux Jeux olympiques d'été de 1980 et deux médailles lors des deux premiers championnats du monde.
En 1990, il a été suspendu deux ans pour s'être dopé.
Il est ensuite devenu entraineur, celui notamment de la championne olympique de 1992, Maritza Martén.

## Palmarès

### Jeux olympiques d'été
- Jeux olympiques d'été de 1980 à Moscou ( Union soviétique)
  -  Médaille de bronze au lancer du disque

### Championnats du monde d'athlétisme
- Championnats du monde d'athlétisme de 1983 à Helsinki ( Finlande)
  -  Médaille d'argent au lancer du disque
- Championnats du monde d'athlétisme de 1987 à Rome ( Italie)
  -  Médaille de bronze au lancer du disque

### Jeux panaméricains
- Jeux panaméricains de 1983 à Caracas
  -  Médaille d'or au lancer du disque
- Jeux panaméricains de 1987 à Indianapolis ( États-Unis)
  -  Médaille d'or au lancer du disque

### Coupe du monde des nations d'athlétisme
- Coupe du monde des nations d'athlétisme de 1989 à Barcelone ( Espagne)
  - 6e au classement général avec les Amériques
  - 2e au lancer du disque